# 페로☆맨
페로☆맨（フェロ☆メン）은, 수수께끼의 신 유닛 스타☆맨（謎の新ユニットSTA☆MEN）의 유닛 내 유닛이다. 멤버는 토리우미 코스케(鳥海浩輔), 스와베 쥰이치(諏訪部順一) 2명. 2009년 3월 25일에 CD데뷔.

## 개요
예전에 열린 수수께끼의 신 유닛 STA☆MEN(謎の新ユニットSTA☆MEN)의 이벤트〈헬로우! 스타☆맨〉에서 2번 정도 스와베와 토리우미 두 사람이 메인으로, 노래를 중심으로 한 무대에서 페로☆맨으로 활동한 것이 발단.
그 뒤, 수수께끼의 신 유닛 스타☆맨의 CD・DVD 발매처인 콜롬비아에 의해, '스타☆맨에서 CD 한번 내보지 않을래?'라고 제안이 들어왔다고 한다. 하지만 음악적 취향이나 각 멤버의 스케줄이 맞지 않아 '그럼 우리 둘이 하자'고 이야기되어 '페로☆맨'으로 데뷔하게 되었다.

## 멤버
- 스와베 쥰이치(諏訪部順一)
- 토리우미 코스케(鳥海浩輔)

## 음반활동

### 싱글
- 《금단의 장미~phrodisiac~》 (禁忌の薔薇〜Aphrodisiac〜) 2009년 3월 25일 발매
〈금단의 장미~phrodisiac~〉(禁忌の薔薇〜Aphrodisiac〜)
작사：스와베 쥰이치(諏訪部順一)
작곡：키요오카 치요(清岡千穂)
편곡：야마모토 켄지(山本健司)
〈참회실〉(懺悔室 )
작사：이와무로 유키코(岩室先子)
작곡：키요오카 치요(清岡千穂)
편곡：야마모토 켄지(山本健司)
- 《이로하우타》(いろは唄) 2010년 3월 24일 발매
〈이로하우타 〉(いろは唄)
작사·작곡: 긴사쿠(銀サク)
편곡:야마모토 켄지(山本健司)
〈실낙원~Lament for Eros~〉 (失楽園 〜Lament for Eros〜)
작사：스와베 쥰이치(諏訪部順一)
작곡：키요오카 치요(清岡千穂)
편곡：야마모토 켄지(山本健司)

## 그 외 활동 약력
- 성우 아니메디아(声優アニメディア) 2009년 4월호（인터뷰 기재）
- 2009년 3월20일 개최 《동경 국제 애니메이션 페어》(東京国際アニメフェア,TAF）의 〈아니타마〉(アニたま) 부수에서 배포한 〈아니칸〉호외 표지
- 문화방송《A&G 미디어 스테이션 콤챠트 카운트다운》(A&Gメディアステーション こむちゃっとカウントダウン』（2009년 3월 21일 방송분）게스트 출연
- 2009년 5월 17일 이시마루 전기(石丸電気) presents 페로☆맨 인스토어・이벤트〈메이저 데뷔시켜줘~페로☆맨이 쓰는 이야기~〉(メジャーデビューによせて ～フェロ☆メンかく語りき～) 동경
- 2009년 6월 21일 아니메디어 presents 페로☆맨 인스토어・이벤트〈메이저 데뷔시켜줘~페로☆맨이 쓰는 이야기~〉(メジャーデビューによせて ～フェロ☆メンかく語りき～) 오사카
- 2009년 6월 28일〈페로☆맨 메이저 데뷔 기념 금단의 비밀 무도회〉(フェロ☆メン メジャーデビュー記念 禁断の秘密舞踏会)